# Psyche ussuriensis
Psyche ussuriensis är en fjärilsart som beskrevs av Igor Kozhanchikov 1956. Psyche ussuriensis ingår i släktet Psyche och familjen säckspinnare. Inga underarter finns listade.